# 피라미모나스목
피라미모나스목(Pyramimonadales)은 알파 분류학에서, 피라미모나스강에 속하는 조류 목의 하나이다. 4개 과에 100여 종을 포함하고 있다.

## 하위 과
- 할로스파이라과 (Halosphaeraceae)
- 폴리블렙파리데스과 (Polyblepharidaceae)
- 프테로스페르마과 (Pterospermataceae)
- 피라미모나스과 (Pyramimonadaceae)